# Cabracan
Cabracan este un zeu mayaș, demon al cutremurului și al munților , fiul zeului-pasăre Vucub Caquix și al lui Chimalmat. Fratele lui Zipacna